# Jana Šedová
Jana Šedová (ur. 16 stycznia 1974 w Bratysławie) – słowacka snowboardzistka. Jej najlepszym wynikiem olimpijskim jest 14. miejsce w gigancie równoległym na igrzyskach w Salt Lake City. Najlepszy wynik na mistrzostwach świata uzyskała na mistrzostwach w Madonna di Campiglio, gdzie zajęła 15. miejsce w slalomie równoległym. Najlepsze wyniki w Pucharze Świata osiągnęła w sezonie 2000/2001, kiedy to zajęła 67. miejsce w klasyfikacji generalnej.
W 2002 r. zakończyła karierę.

## Sukcesy

### Igrzyska olimpijskie
| Miejsce | Dzień     | Rok  | Miejscowość    | Konkurencja       | Zwycięzca      |
| ------- | --------- | ---- | -------------- | ----------------- | -------------- |
| DNF     | 9 lutego  | 1998 | Nagano         | Gigant            | Karine Ruby    |
| 14.     | 15 lutego | 2002 | Salt Lake City | Gigant równoległy | Isabelle Blanc |

### Mistrzostwa Świata
| Miejsce | Dzień       | Rok  | Miejscowość          | Konkurencja       | Zwycięzca     |
| ------- | ----------- | ---- | -------------------- | ----------------- | ------------- |
| 18.     | 24 stycznia | 2001 | Madonna di Campiglio | Gigant równoległy | Ursula Bruhin |
| 15.     | 26 stycznia | 2001 | Madonna di Campiglio | Slalom równoległy | Karine Ruby   |
| DNS.    | 28 stycznia | 2001 | Madonna di Campiglio | Snowboardcross    | Karine Ruby   |

### Puchar Świata

#### Miejsca w klasyfikacji generalnej
- 1997/1998 - 87.
- 2000/2001 - 67.
- 2001/2002 - -

#### Miejsca na podium
1. Kreischberg – 7 stycznia 2001 (Slalom równoległy) - 2. miejsce